# Marijeta Šarlija
Marijeta Šarlija (* 14. August 1992 in Virovitica, geborene Marijeta Vidak) ist eine kroatische Handballspielerin, die dem Kader der kroatischen Nationalmannschaft angehört.

## Karriere

### Im Verein
Šarlija begann das Handballspielen im Jahr 2001 in ihrem Geburtsort bei ŽRK Tvin Trgocentar. Im Jahr 2008 wechselte die Rückraumspielerin zu ŽRK Podravka Koprivnica, bei dem sie anfangs in der 2. Damenmannschaft spielte. Zur Saison 2010/11 rückte Šarlija in den Erstligakader von Podravka Koprivnica. Nachdem Vidak in der zweiten Hälfte der Saison 2011/12 am Ligakonkurrenten ŽRK Zelina ausgeliehen war, kehrte sie wieder zu Podravka Koprivnica zurück. Mit ŽRK Podravka Koprivnica gewann sie mehrfach die kroatische Meisterschaft und den kroatischen Pokal.
Šarlija wechselte im Sommer 2018 zum rumänischen Erstligisten SCM Gloria Buzău. Nach einer Verletzungspause schloss sich Šarlija im Sommer 2019 dem slowenischen Erstligisten RK Zelene Doline Žalec an, für den sie im ersten Spiel elf Treffer erzielte. Eine Spielzeit später schloss sie sich dem kroatischen Erstligisten ŽRK Umag an. Im Januar 2021 wechselte sie zum französischen Erstligisten CJF Fleury Loiret Handball. Nachdem Šarlija schwanger wurde und pausiert hatte, brachte sie im April 2022 ein Kind zur Welt.

### In der Nationalmannschaft
Šarlija lief für die kroatische Jugend- und Juniorinnennationalmannschaft auf. Mit diesen Auswahlmannschaften nahm sie an der U-17-Europameisterschaft 2009, an der U-19-Europameisterschaft 2011 und an der U-20-Weltmeisterschaft 2012 teil.
Šarlija gehört mittlerweile dem Kader der kroatischen A-Nationalmannschaft an. Bei ihrer ersten Turnierteilnahme mit der kroatischen Auswahl belegte sie den letzten Platz bei der Europameisterschaft 2016. Vier Jahre später verlief die Europameisterschaft mit dem Gewinn der Bronzemedaille deutlich erfolgreicher. Sie steuerte vier Treffer zum Erfolg bei.